# Mary Kent
Mary Kent, död efter 1718, var en engelsk skådespelare.
Hon var engagerad vid United Company 1692-1695 och sedan på Drury Lane Theatre 1695-1710. 
Hon specialiserade sig på byxroller, då kvinnliga skådespelare under denna tid ofta spelade unga pojkar.